# Ernst Jencquel
Ernst Ascan Jencquel (* 11. Januar 1879 in Hamburg; † 27. Dezember 1939 ebenda) war ein deutscher Ruderer.

## Biografie
Bei den Olympischen Spielen 1900 wurden auf der Seine in Paris erstmals olympische Wettkämpfe im Rudern ausgetragen. Der Germania Ruder-Club aus Hamburg entsandte einen Achter, die Crew bestand aus: Gustav Goßler, Oskar Goßler, Theodor Laurezzari, Edgar Katzenstein, Walther Katzenstein, Ernst Jencquel, Waldemar Tietgens und Arthur Warncke, sowie Alexander Gleichmann von Oven als Steuermann. Die Crew erreichte das Finale, für diesen Lauf wurde der Steuermann Gleichmann von Oven durch einen jüngeren und 45 Pfund leichteren Unbekannten ausgetauscht. Der deutsche Achter beendete das Rennen als Letzter und belegte somit den vierten Rang.
Jencquel gehörte 1919 zu den Gründern des Harvestehuder Tennis- und Hockey-Clubs (HTHC).
Ernst Ascan Jencquel war mit Marie, geb. Goverts verheiratet. Ihre drei Söhne wurden 1907, 1908 und 1913 geboren.